# Dicranus
Dicranus is een vliegengeslacht uit de familie van de roofvliegen (Asilidae).

## Soorten
- D. jaliscoensis Williston, 1901
- D. nigerrimus Carrera, 1955
- D. rutilus (Wiedemann, 1821)
- D. schrottkyi Bezzi, 1910
- D. tucma Lynch Arribálzaga, 1880